# Mortician
Mortician är ett brutal death metal/deathgrind-band från New York, bildat 1989. Ordet betyder begravningsentreprenör. 

## Medlemmar
Nuvarande medlemmar
- Will Rahmer – basgitarr, sång (1989–)
- Roger J. Beaujard – gitarr (1991–), trumprogrammering (1992–)

Tidigare medlemmar
- John McEntee – gitarr (1990–1991)
- Matt Sicher – trummor (1989–1991; död 1994)
- Desmond Tolhurst – basgitarr, gitarr (1997–1999)
- Matt Harshner – gitarr
- Matt M. – gitarr
- Ron Kachnic – gitarr

Turnerande medlemmar
- Sam Inzerra – trummor (2003–)
- Mike Maldonado – trummor (1991–1992)
- Roger J. Beaujard – trummor (1995, 2001–2002)
- Vic Novak – trummor (1997)
- Dave Culross – trummor
- Kyle Powell – trummor
- George Torres – trummor (1999)
- Anthony Prieto – gitarr
- Ron Kachnic – gitarr (studio & live)
- Brian Sekula – gitarr (1996–1997)

## Diskografi
Demor
- 1989 – Rehearsal 12/14/89
- 1990 – Demo 1
- 2002 – Darkest Day of Horror Tour Edition

Studioalbum
- 1996 – Hacked Up for Barbecue
- 1999 – Chainsaw Dismemberment
- 2001 – Domain of Death
- 2003 – Darkest Day of Horror
- 2004 – Re-Animated Dead Flesh

Livealbum
- 2004 – Zombie Massacre Live!

EP
- 1990 – Brutally Mutilated
- 1991 – Mortal Massacre
- 1994 – House by the Cemetery (vinyl, 5 spår)
- 1995 – House by the Cemetery (CD, 10 spår)
- 1998 – Zombie Apocalypse

Singlar
- 1997 – "Zombie Apocalypse"

Samlingsalbum
- 1993 – Mortal Massacre
- 2002 – Final Bloodbath Session
- 2004 – House by the Cemetery / Mortal Massacre
- 2004 – Hacked Up for Barbecue / Zombie Apocalypse
- 2016 – From the Casket

Video
- 1999 – Home Videos Volume I (DVD)
- 2016 – Ghoulish Gigs (DVD)

Annat
- 2003 – Living... / ...Dead (delad album: Mortician / Fleshgrind)
- 2004 – Relapse Singles Series Vol. 5 (delad album: Mortician / Afflicted / Mythic / Candiru)
- 2007 – Yonkers Death - Unreleased Death Metal Comp from 1991 (delad album: Mortician / Malignancy / Deathrune / Alive)